# Tangerine Dream
Tangerine Dream (Тенджерін Дрім, укр. Мандаринова Мрія) — німецький музичний гурт з жанру електронної музики, заснований у вересні 1967 року в Західному Берліні Едґарем Вільмарем Фрьозе (Edgar Wilmar Froese; 6 червня 1944, Тільзіт, Німеччина (тепер Калінінградська область) — 20 січня 2015, Відень, Австрія) — гітара, клавішні. За роки свого існування, цей музичний колектив зазнав чималих змін у своєму складі. Лише Едґар Фрьозе завжди був постійним його учасником з моменту заснування Tangerine Dream аж до початку 2015 року — останніх днів життя маестро. Tangerine Dream — справді його задум, найбільше натхнення, надзвичайна музика і мистецтво на все життя.
До першого складу групи ввійшли: Едґар Фрьозе (Edgar Froese) — гітара, клавішні; Фолькер Хомбах (Volker Hombach) — флейта, скрипка; Курт Херкенберґ (Kurt Herkenberg) — бас; Ланс Хапшаш (Lanse Hapshash) — ударні; Чарлі Прінс (Charlie Prince) — вокал. Але Прінс дуже короткий термін працював у групі. Ударник Клаус Шульце та скрипаль Конрад Шніцлер взяли участь лише у записі першого альбому Electronic Meditation і згодом покинули гурт. Найстійкішим складом Tangerine Dream, що зробив найбільший вплив на музику середини 70-х років слід вважати тріо — Едґар Фрьозе, Кріс Франке і Петер Бауманн. Наприкінці 70-х років, Йоханнес Шмьоллінґ замінив Бауманна і це нове тріо вже надовго залишилося незмінним та неймовірно творчим.
За свою музичну кар'єру, Tangerine Dream випустили більше ніж сто студійних альбомів. Альбоми ранньої творчості гурту, котрі ввійшли до періоду The Pink Years, відіграли вирішальну роль у розвитку краут-року. Альбоми періоду The Virgin Years створили таке поняття як Берлінська Школа електронної музики. З цього часу, музика гурту робила великий вплив на утворення електронної танцювальної музики та жанру відомого під назвою нью-ейдж, хоча самим учасникам гурту не зовсім подобалася така назва. Наприкінці 90-х та протягом 2000-х років, колектив Tangerine Dream постійно перебував у пошуках нових стилів електронної музики.
Незважаючи на те, що гурт випустив численну кількість студійних та концертних записів, велика кількість його поціновувачів вперше почули Tangerine Dream із музики до фільмів, так званих саундтреків, котрих у дискографії гурту є понад шістдесят. Серед них такі як: Sorcerer, Thief, Risky Business, The Keep, Firestarter, Legend, Near Dark, Shy People, Miracle Mile та багато інших. Також влітку 1982 року, польська телекомпанія Telewizja Polska в кінці свого випуску «Dziennik Telewizyjny» озвучувала прогноз погоди уривком із музичної композиції гурту — Ricochet.
Досить нещодавно, Tangerine Dream навіть записали саундтрек для комп'ютерної гри під назвою Grand Theft Auto V.

## Склад гурту
Наприкінці 60-х — поч.70-х років, Едґару Фрьозе вдалося декілька разів зібрати недовготривалий склад гурту Tangerine Dream. До колективу належали різні вуличні музиканти Берліна. Ними на початках були ті ж самі, а згодом уже відомі виконавці — Стів Джолліф, Клаус Шульце і Конрад Шніцлер.
Зрештою, найбільшого успіху Едґару Фрьозе принесла співпраця із Крістофером Франке, котрий замінив ударника Клауса Шульце, прийшовши з групи Agitation Free. Саме Кріса Франке вважають винахідником техніки гри на секвенсорі, яку він представив у альбомі Phaedra, що був визначальним у музиці гурту. Майже дві декади Франке був невід'ємною частиною Tangerine Dream. Гурт здобув величезну славу в цілому західному світі. 1987 року через насичений режим роботи та непорозуміння із Фрьозе в подальшій співпраці, а швидше через бажання створення власного сольного проекту, Кріс Франке залишив Tangerine Dream.
Окрім Франке, іншими учасниками групи на довгий період часу були: Петер Бауманн (1971—1977), котрий пізніше заснував лейбл Private Music, і там з 1988 до 1991 року випускались альбоми Tangerine Dream; Йоханнес Шмьоллінґ (1979—1985); Пауль Хаслінґер (1986—1990); син Едґара Фрьозе — Джером Фрьозе (1990—2006) і Торстен Квешнінґ із гурту Picture Palace Music (2005-наш час).
Було ще багато учасників, котрі недовго перебували у складі гурту. На відміну від запрошуваних учасників, вони теж під час своєї роботи в цьому колективі зробили великий внесок до відомих композицій Tangerine Dream. Найбільш значимими з них були: Стів Шройдер (орган, 1971—1972), Міхаель Хьоніг (він замінив Бауманна на Австралійському турне і концерті у Лондоні 1975 року, котрі можна послухати з колекції дисків серії Bootleg Box Set Vol.1), Стів Джолліфф (духові інструменти і вокал у студійному альбомі й турне під назвою Cyclone; він був теж недовго частиною гурту 1969 року), Клаус Кріґер (ударник у відомих альбомах Cyclone і Force Majeure), Ральф Вадефул (клавішні; спільно з Едґарем Фрьозе вони записали альбом Blue Dawn, що вийшов аж 2006 року; був також автором однієї композиції альбому Optical Race (1988) і брав участь у турне для промування цього альбому) і Лінда Спа (саксофон; учасниця багатьох студійних альбомів і концертів 1990—1996 та 2005—2014 років, а також автор однієї з композицій альбому Goblins' Club).
Протягом 90-х та до початку 2000-х років, до гурту Tangerine Dream часто приєднувалися гітаристи Златко Періца і Ґеральд Ґрадволь та ударник Еміль Гахфельд (помер 8 серпня 2000 року від нападу астми). 2006 року після концерту в Темподромі (Берлін), гурт покинув син лідера Tangerine Dream — Джером Фрьозе. З цього моменту до кінця 2014 року, основними учасниками гурту були Едґар Фрьозе і Торстен Квешнінґ, котрий вперше взяв участь у роботі з Tangerine Dream під час запису альбому Jeanne d'Arc (2005). Для концертів та запису студійних альбомів, до них приєднувалися Лінда Спа (саксофон, флейта, клавішні), Іріс Камаа (ударні, перкусія) та Бернхард Байбль (гітара). 2011 року, до складу Tangerine Dream увійшла Хошіко Ямане (електроскрипка, віолончель, терменвокс). Вона взяла участь у концертах і записі останніх альбомів.
В середині 2014 року, Бернхард Байбль повідомив на своїй сторінці Facebook про припинення співпраці з Tangerine Dream і в прощальному турне Phaedra Farewell Tour 2014 він участі не брав. Невдовзі, стало відомо, що Лінда Спа та Іріс Камаа теж припиняють свої турне з гуртом. На зміну їм прийшов Ульріх Шнаусс (клавішні).
На жаль, цей склад Tangerine Dream поїхав лише в одне турне до Австралії у листопаді 2014 року. Раптова смерть Едґара Фрьозе 20 січня 2015 року поставила під питання продовження творчості гурту.

## Історія

### Виникнення психоделії та краут-року
Едґар Фрьозе приїхав до Берліна в середині 60-х років, щоби навчатись живопису та графіки у Західно-берлінській Академії Мистецтв («Akademie der Künste»). З 1962 року він керував різними аматорськими рок-н-рольними гуртами, а 1965 року створив першу групу The Ones, музика якої належала до жанру психоделічний рок. З цією формацією Фрьозе записав витриманий у стилі The Rolling Stones сингл Lady Greengrass. Але невдовзі ця формація розпалась. Едґар продовжив експериментальну музичну діяльність, організовуючи недовготривалі виступи з різними музикантами. Більшість таких виступів відбулося у відомому берлінському музичному клубі Zodiak Free Arts Lab. Окрім таких виступів, ця група музикантів гастролювала Західною Німеччиною, Францією та Іспанією. Одного разу, група Едґара Фрьозе отримала запрошення на виступ у знаменитій резиденції Сальвадора Далі. Музика була поєднана з літературою, живописом, ранніми формами мультимедіа тощо. Тільки найзагадковіші ідеї спадали на думку Едґару. Свій висновок він сформулював такою фразою: «In the absurd often lies what is artistically possible.» Справді, в абсурдному є багато такого, що можна відобразити засобами мистецтва. Гурт продовжував свою творчу діяльність у музичному напрямі. На діяльність гурту очевидно зробили великий вплив художники-сюрреалісти, від яких і прийшло натхнення творити.
1967 року Едґар Фрьозе створив гурт Tangerine Dream. Ця назва мала сюрреалістичне звучання. Вона походить від одного з рядків «tangerine trees and marmalade skies», що належить пісні The Beatles Lucy In The Sky With Diamonds.
Фрьозе також був у захваті від технологій і за допомогою них, майстерно створював та вдосконалював свою музику. Він складав саморобні музичні інструменти. Де б він не прогулювався, він завжди записував різні звуки на магнітофон. Після цього, він використовував їх під час створення власних композицій. Його перші експерименти з петлями магнітних стрічок та зворотніми звуковими ефектами очевидно були першоджерелами виникнення технології секвенсора, що гурт застосував відразу після його появи у світ електронних музичних інструментів.
Маючи на меті створити оригінальне німецьке рок-звучання (подібні амбіції виявили також учасники таких гуртів як Amon Düül II, Can та Guru Guru), перші концерти Tangerine Dream зі складом — Едґар Фрьозе, Фолькер Хомбах, Курт Херкенберґ, Ланс Хапшаш та Чарлі Прінс, — були схожі на навіжені хепенінги. Однак наслідування гуртом музики The Doors, Grateful Dead та Jefferson Airplane знайшло підтримку серед студентської аудиторії. У травні 1968 року місце Хапшаша зайняв Свен Йоханссон (Sven Johansson). Але вже у березні наступного року музиканти припинили спільну діяльність. Фрьозе вирішив підшукати собі нових партнерів і в листопаді 1969 року відновив діяльність Tangerine Dream вже як тріо разом з Конрадом Шніцлером (Conrad Schnitzler) — віолончель, скрипка, флейта, клавішні та Клаусом Шульце (Klaus Schulze) — ударні. Цим складом гурт дебютував 1970 року з альбомом Electronic Meditation. Це був своєрідний звуковий колаж у стилі краут-рок, оскільки при записі цього альбому музиканти радше використовували технологію часу, аніж синтезатор. 1970 року Electronic Meditation був виданий студією Ohr. А вже після його появи Шніцлер та Шульце залишили Tangerine Dream. Так розпочався перший період дискографії гурту The Pink Years.
У вересні 1970 року новими учасниками групи стали Крістофер Франке (Christopher Franke) - клавішні, флейта, ударні та Стів Шройдер (Steve Schroyder) — клавішні, ударні, вокал.
1971 року Tangerine Dream записали альбом Alpha Centauri, у якому музиканти висловили свою переконаність у безкінечності всесвіту, поєднавши космічний рок у стилі Pink Floyd з класичними мотивами. У цьому альбомі тріо застосувало електронні інструменти та гітару.
У травні 1971 року, після заміни Шройдера Петером Бауманном (Peter Baumann) — клавішні, вібрафон, флейта,— склад групи стабілізувався надовго. Альбом Zeit (1972), інспірований філософією Парменіда, відкрив «синтезаторний» етап у кар'єрі Tangerine Dream. Гурт інтенсивно використовував синтезатори Mellotron протягом усіх 70-х років.

### Шлях до слави— The Virgin Years
Електронний імпресіонізм продовжувала платівка Atem, яку відомий радіоведучий програми BBC Джон Піл визнав найцікавішим альбомом 1973 року. Лонґплей Phaedra, на якому головну роль теж відіграли синтезатори, відкрив групі шлях до британського музичного ринку. 1974 року альбом Phaedra посів 15 місце серед альбомів у британському чарті, а також офіційно став одним з основних хітів студії Virgin Records. Це був також один із перших комерційних альбомів, в якому з'явилися секвенсори попри власний звук групи. Створення першої композиції альбому, яка так і називалася Phaedra, було дещо випадковим. Гурт просто собі експериментував у студії, випробовуючи щойно придбаний синтезатор Moog synthesizer, а плівка в той момент крутилася. Вони зберегли запис, а пізніше додали до нього флейту, бас-гітару і записи синтезатора Mellotron. Вередливий Moog як інші перші синтезатори був дуже чутливим до змін температури, його осцилятори погано налаштовувалися, коли апаратура нагрівалася. В кінцевих записах чітко було чути, як плив звук. Альбом Phaedra проклав початок періоду творчості гурту The Virgin Years.
Того ж 1974 року Едґар Фрьозе випустив свій перший сольний альбом Aqua.
Записаний групою у 1976 році лонґплей Stratosfear був музичним викликом бунтівному поколінню панків, до того ж вдалим, враховуючи його комерційний успіх. Наступного року після бурхливого концертного турне, яке зафіксував альбом Encore (1977), Петер Бауманн залишив гурт і створив власний лейбл Private Music.
Цього разу, на зміну Бауманну склад Tangerine Dream зміцнили одразу двоє музикантів: британський мультиінструменталіст Стів Джолліф (Steve Jolliffe), відомий з виступів гурту Steamhammer та Клаус Кріґер (Klaus Krieger) — ударні.
В альбомі Cyclone з'явились нетипові для Tangerine Dream перші тексти та вокальні партії. Але вже наступний лонґплей Force Majeure був поверненням до суто інструментальних пошуків.
Ще навесні 1978 року Tangerine Dream залишив Джолліф, а восени 1979 року — Кріґер. На їхнє місце Фрьозе та Франке запросили Йоханнеса Шмьоллінґа (Johannes Schmoelling) — клавішні. Таким складом 1980 року гурт виступив у Східному Берліні, а концерт цей було записано місцевою студією Amiga, яка випустила платівку Tangerine Dream відому також під назвою Quichotte.
У період 1980—1981 років з'явились черговий саундтрек Thief, ретроспективний набір з чотирьох платівок '70-'80, а також нові альбоми Tangram та Exit. З останнього походить композиція Kiew Mission, створена під впливом заклику українських дисидентів-пацифістів. У рамках промоції платівки Hyperborea 1983 року, Tangerine Dream виступили з кількома концертами в Польщі. Фрагменти цих концертів потрапили пізніше до альбому Poland-The Warsaw Concert.
У 80-х роках, Tangerine Dream та інші піонери жанру електронної музики такі як Jean Michel Jarre та Vangelis, стали першими, хто прийняв нову цифрову технологію, яка кардинально змінила звук синтезатора. Хоча, група Tangerine Dream застосовувала цифрову апаратуру ще в середині 70-х років. Їхня технічна компетентність та надзвичайний досвід з попередніх років, коли вони складали інструменти самі й здобували звуки за допомогою незвичайних засобів, означали те, що гурт здатний експлуатувати цю нову технологію для створення музики цілком відмінної від тої, що в минулому.
Шановні сучасні слухачі! Альбоми Tangerine Dream раннього періоду можуть здаватися вам не зовсім винятковими, але завдяки прийняттю гуртом тоді тих синтезаторних технологій, вони досі широко використовуються у цілому світі.

### Виступи Tangerine Dream наживо
Перші концерти Tangerine Dream можуть здатись надто простими з боку сучасних стандартів. Троє музикантів майже непорушно сидять декілька годин серед масивних електронних скринь, обліплених регуляторами, кнопками, кабелями і світовими індикаторами, а над ними декілька мигаючих вогників. Інколи на їхніх концертах була цілковита темрява, як це сталося, наприклад, на концерті York Minster 20 жовтня 1975 року. Але зі стрімким розвитком технологій, невдовзі сцена Tangerine Dream наповнилася світловими ефектами, променями, лазерами, піротехнікою та світловою графікою. 1977 року їхнє північно-американське турне наповну освітлювалося лазерними ефектами.
Протягом 70-х та 80-х років гурт провів величезну кількість турне. На концертах як правило звучало багато музики, що не виходила на студійних альбомах, а також багато матеріалу було просто імпровізовано. Внаслідок цього, фани записували ці виступи нелегально. Але звук з їх записів був дуже низької якості. Висока гучність тривала довгий час (сягала 134db). Сам гурт випустив досить багато студійних дисків зі своїх концертів. Окремі концертні версії опрацьовувалися групою у студії і згодом стали стрижнем для нових студійних записів (наприклад, Quichotte — концерт у Східному Берліні, де вперше з'явився Йоханнес Шмьоллінґ, містив теми, що невдовзі слухач міг почути вже зі студійного альбому Tangram). Раніше, альбом Ricochet був записаний під час турне, яке проводилось у європейських катедрах. Потім ці записи були продубльовані в студії.

### Вокальна діяльність
Більшість альбомів Tangerine Dream — повністю інструментальна. Однак, гурт випустив декілька вокально-інструментальних тем. Альбоми Cyclone (1978) і Tyger (1987) містять досить багато вокальних партій. Окрема група фанів гурту непохвально ставилася до таких стильових змін, хоча зміни особливо суттєвими не були. Слухач міг почути слова і на інших композиціях, таких як: Kiew Mission з популярного альбому Exit (1981) і The Harbor із саундтреку Shy People (1987). Повністю вокальними можна назвати пізні альбоми гурту — музична трилогія Inferno (2002), Purgatorio (2004) i Paradiso (2006), що побудована на основі літературного твору Данте «Божественна Комедія» (La Divina Commedia), та альбом Madcap's Flaming Duty (2007).

### Саундтреки
Починаючи з кінця 70-х та протягом усіх 80-х років, Tangerine Dream написали музику до більш ніж 20 фільмів. Такою творчістю Едґар Фрьозе цікавився ще з кінця 60-х років. Він написав музику до маловідомого польського фільму, навіть сам брав участь як актор у декількох німецьких вуличних фільмах. Він написав саундтрек і відіграв роль у фільмі Auf Scheißer schießt man nicht (1969), режисером якого був Юрґен Поллянд (Jürgen Polland). Оповідна електроніка групи Tangerine Dream звичайно ж потрапила до саундтреків, найпопулярнішим з яких став Sorcerer до однойменного фільму режисера Вільяма Фрідкіна. Велику кількість саундтреків Tangerine Dream було створено повністю або частково з музики, яка була вже готова для випуску нових студійних альбомів. Наприклад, композиція Igneous із саундтреку Thief (1981) дуже схожа на композицію Thru Metamorphic Rocks зі студійного альбому Force Majeure (1979). Першою появою на американському телебаченні була музика до альбому Le Parc (1985), який ще на той момент був у процесі запису. Цю музику використали як тему для телепередачі Street Hawk. Взагалі, у дискографії гурту найпопулярніші саундтреки це — Sorcerer (1977), Thief (1981), The Keep (1983) Risky Business (1984), Wavelength (1984), Firestarter (1984), Flashpoint (1984), Heartbreakers (1985), Legend (1986), Near Dark (1988) і Shy People (1988). Найцікавіше те, що саундтреки Tangerine Dream були настільки успішними і популярними як і студійні альбоми. Багато фанів чули свою улюблену музику з фільмів чи телепередач.
Окрім музики до фільмів, Tangerine Dream створили саундтрек для комп'ютерної гри Grand Theft Auto V (2013).

### The Blue Years і пізній Tangerine Dream
Після виступу гурту 1980 року у Східному Берліні, Tangerine Dream стали першими з відомих західноєвропейських гуртів, що виступили в комуністичній державі. Таким чином, Tangerine Dream став відомим поза «залізною завісою» й одним із найпопулярніших гуртів у Польщі. Вони навіть випустили подвійний альбом під назвою Poland (1984), записаний під час зимового турне наприкінці 1983 року. Це і був альбом, з яким гурт перейшов до студії Jive Electro і розпочав новий період творчості The Blue Years.
На черговому лонґплеї Le Parc (1985) група вміло використала комп'ютерний семплінґ.
1985 року, Йоханнес Шмьоллінґ покинув гурт і вибрав сольну діяльність. Його наступником став Пауль Хаслінґер (Paul Haslinger) — клавішні, гітара, ударні. До того часу, він спеціалізувався на класичній музиці. 1988 року групу залишив вірний багаторічний учасник гурту Кріс Франке. Після короткої співпраці з Ральфом Вадефулом (Ralf Wadephul) — клавішні, Фрьозе та Хаслінґер вирішили виступати дуетом. Проте, 1990 року група Tangerine Dream знову перетворилась на тріо, коли у її складі з'явився син лідера Джером Фрьозе (Jerome Froese) — клавішні, гітара. Незабаром Хаслінґер покинув своїх колег, а на його місце прийшли Златко Періца (Zlatko Perica) — гітара та Лінда Спа (Linda Spa) — саксофон. З новими музикантами зміни зазнали також і композиції групи, урізноманітнені частими сольними партіями гітари Періци. Деякі альбоми Tangerine Dream, що вийшли у 90-х роках, здобули Нагороду Ґреммі.
Взагалі, з приходом до гурту Джерома Фрьозе, музика Tangerine Dream зазнала стильових змін до жанрів New Age і Electronica. Після того, як Джером покинув гурт з метою створити свій проект, Едґар Фрьозе скерував Tangerine Dream у більш ремінісцентний напрям щодо музики всієї кар'єри гурту.
Пізня дискографія Tangerine Dream постійно наповнювалась альбомами, які виходили серіями. Серія The Dream Mixes складається з п'яти частин. Перший диск вийшов у 1995 році, останній у 2010 році. Серія La Divina Commedia, побудована на основі літературного твору Данте «Божественна Комедія» охопила період 2002—2006 рр. Серія The Five Atomic Seasons вийшла у 2007—2010 рр. Більш нещодавно вийшла серія the Eastgate Sonic Poems (2011—2013), побудована на основі творів авторів Едґара Аллана По, Джеймса Джойса та Франца Кафки. Гурт також випустив серію EP, так звані ними Cup Discs.
Основними лейблами під якими Tangerine Dream видавали свої платівки та компакт- диски були: Ohr, Virgin, Jive Electro, Private Music і Miramar. Декілька саундтреків було випущено Varese Sarabande. 1996 року, гурт заснував свою власну студію і лейбл TDI, а пізніше Eastgate. Альбоми пізнього періоду творчості й ті, що до створення власного лейбла випускала компанія Miramar (гурт викупив у неї усі права на продукцію), можна придбати, замовивши їх на сайті гурту. Лейбли Ohr і Jive Electro тепер належать до Esoteric Recordings.

## Найвідоміші концерти 2000-х років
До 40-ї річниці творчості Tangerine Dream (1967—2007), група виступила в Англії 20 квітня 2007 року на сцені London Astoria. 1 липня 2007 року гурт виступив у німецькому місті Еберсвальде просто неба, а 7 жовтня 2007 року — на сцені Alte Oper у Франкфурті-на-Майні. 2008 року, в Ейндховені (Нідерланди) проводився фестиваль електронної музики, на якому теж можна було побачити концерт гурту Tangerine Dream. Наступний концерт у цьому самому році відбувся на фестивалі Night of the Prog Festival у Лорелеї (поблизу містечка Санкт Гоарсхаузен, Німеччина). Після цього гурт виступив ще на трьох сценах: Kentish Town Forum (1 листопада, Лондон, Англія), Picture House (2 листопада, Единбург, Шотландія) та UCLA Royce Hall (7 листопада, Лос-Анджелес, США).
2009 року, група вирішила заграти концерт у лондонському Royal Albert Hall і незабаром 1 квітня 2010 року Tangerine Dream виступили з концертом під назвою Zeitgeist. Минуло 35 років з того часу, коли гурт востаннє виступав там 2 квітня 1975 року. Цей концерт був повністю виданий як живий альбом, що складається із трьох компакт-дисків 7 липня 2010 року.
Протягом весни-літа 2012 року Tangerine Dream провели велике турне The Electric Mandarine Tour 2012 і виступили в Європі, Канаді та США. Перша частина турне тривала від 10 квітня до 10 травня. Гурт виступив з концертами у Будапешті, Падуї, Мілані, Цюриху та Берліні. Друга частина цього турне була північно-американською. 30 червня, група заграла концерт на джаз-фестивалі Jazz Festival in Montréal у місті Монреалі, згодом 4 липня — на фестивалі Bluesfest в Оттаві (Канада). Пізніше було десятиденне турне по США з концертами у Бостоні, Нью-Йорку, Філадельфії, Вашингтоні і штаті Каліфорнія.

## Прощальні турне Tangerine Dream
Влітку 2013 року, група Tangerine Dream запланувала і оголосила своє прощальне європейське та північно-американське турне Phaedra Farewell Tour 2014 у складі: Едґар Фрьозе, Торстен Квешнінґ, Лінда Спа, Іріс Камаа, Бернхард Байбль та Хошіко Ямане. Але незадовго до початку цього турне, Бернхард Байбль повідомив про те, що з певних причин та обставин він припиняє співпрацю з гуртом і участі не візьме.
Таким чином, Tangerine Dream у складі п'яти учасників розпочав своє прощальне турне 3 квітня 2014 року. Програма виступів гурту виглядала так:
- 3 квітня — Sorcerer concert in Copenhagen (Denmark) — Tivoli
- 7-12 квітня — Cruise To the Edge — USA/Mexico/Honduras
- 18 травня — Tel Aviv (Israel) — Charles Bronfman Auditorium
- 20 травня — Barcelona (Spain) — Avinguda Parallel, 62
- 22 травня — Paris (France) — Le Trianon
- 23 травня — London (UK) — O2 Shepherd's Bush Empire
- 24 травня — Nijmegen (Netherlands) — Concertgebouw De Vereeniging
- 26 травня — Munich (Germany) — Circus Crone
- 27 травня — Stuttgart (Germany) — Theaterhaus
- 28 травня — Nuremberg (Germany) — Meistersingerhalle
- 30 травня — Berlin (Germany) — Admiralspalast
- 31 травня — Offenbach (Germany) — Capitol
- 1 червня — Cologne (Germany) — Theater am Tanzbrunnen
- 2 червня — Cologne (Germany) — Theater am Tanzbrunnen
- 3 червня — Vienna (Austria) — Gasometer
- 4 червня — Warsaw (Poland) — Hala Arena Ursynow
- 6 червня — Moscow (Russia) — Crocus City Hall
- 7 червня — St.Petersburg (Russia) — Lensoveta Palace Of Culture
- 9 червня — Turin (Italy) — Teatro Colosseo

Однак, з певних організаційних причин концерти у Тель-Авіві, Барселоні, Москві та Санкт-Петербурзі не відбулися.
16 листопада 2014 року, група Tangerine Dream поїхала у своє фактично останнє турне з Едґарем Фрьозе. Окрім традиційної гри на синтезаторах, Едґар і Торстен навіть заграли декілька композицій на великому органі під час виступу в Melbourne Town Hall. Це було два виступи у Мельбурні з нагоди Melbourne Music Week під назвою The Australian Concerts 2014.

## Раптова смерть Едґара Фрьозе
20 січня 2015 року у Відні на 71 році життя Едґар Фрьозе раптово помер від тромбоемболії легеневої артерії.
6 квітня 2015 року, учасники гурту Торстен Квешнінґ, Ульріх Шнаусс і Хошіко Ямане разом з овдовілою Бянкою Аквайє дали собі обіцянку продовжити діяльність гурту. Таким було бажання Едґара Фрьозе. Група повинна була завершити роботу над новим великим альбомом, частина композицій якого вийшла восени 2014 року на диску із серії EP під назвою Mala Kunia. До гурту також мав приєднатись один з колишніх основних учасників Tangerine Dream 70-х років — Петер Бауманн.
Однак, Джером Фрьозе написав на своїй сторінці Фейсбука, що на його думку, Tangerine Dream більше не зможе існувати без його батька.

## Теперішній склад гурту
Торстен Квешнінґ — клавішні, ударні, перкусія, вокал (2005 — наш час)
Хошіко Ямане — скрипка, віолончель, терменвокс (2011 — наш час)
Пауль Фрік — клавішні, фортепіано (2020 — наш час)

## Колишні учасники
Едґар Фрьозе — клавішні, гітара (1967—2015)
Ланс Хапшаш — ударні (1967—1969)
Курт Херкенберґ — бас (1967—1969)
Фолькер Хомбах — перкусія (1967—1969)
Чарлі Прінс — вокал (1967—1968)
Стів Джолліф — флейта, саксофон, кларнет, клавішні (1969, 1978)
Конрад Шніцлер — віолончель, скрипка (1969—1970)
Клаус Шульце — ударні, перкусія (1969—1970)
Крістофер Франке — клавішні, ударні (1970—1987)
Стів Шройдер — клавішні, вокал (1970—1971)
Пітер Бауманн — клавішні (1971—1975, 1975—1977)
Міхаель Хьоніг — клавішні (1975)
Клаус Крюґер — ударні, перкусія (1978—1979)
Йоханнес Шмьоллінґ — клавішні (1979—1985)
Пауль Хаслінґер — клавішні, гітара (1986—1990)
Ральф Вадефул — клавішні (1988)
Джером Фрьозе — клавішні, гітара (1990—2006)
Лінда Спа — саксофон, флейта, клавішні (1992—2014)
Іріс Камаа — перкусія, V-подібні ударні (2001—2014)
Бернхард Байбль — гітара, скрипка (2006—2014)
Ульріх Шнаусс — клавішні, фортепіано (2014—2020)

## Запрошувані учасники
Удо Доннебурґ (1971), Роланд Паулик (1971), Флоріан Фріке (1972), Крістіан Фалльбрахт (1972), Йохен фон Ґрумбцов (1972), Ханс Йоахім Брюне (1972), Йоханнес Люке (1972), Едуард Мейер (1979), Сюзан Павліцкі (1985), Джоселін Бернадетт Сміт (1987), Жак Вірджіль (1987), Даймонд Росс (1987), Хуберт Вальднер (1989—1990), Кі Колтрейн (1991), Златко Періца (1992—2005), Енріко Фернандес (1992), Річі Вестер (1992), Джейні Клімек (1993—2004), Роланд Браунштайн (1993), Джулі Оушн (1993), Марк Хорнбі (1994—2002), Ґеральд Ґрадволь (1994—2001), Ґізела Кльотцер (1994), Еміль Гахфельд (1997—1999), Вікі Мак Клур (1998), Барбара Кіндерманн (2001), Клер Фоке (2001), Джейн Моне (2001), Біанка Аквайє (2001, 2005), Брай Гонзалес (2001), Джек Ліберті (2002, 2009), Лерк Андебрахт (2002, 2009), Саскія Клумп (2003, 2005), Татіана Коучев (2005), Фрідолін Йоханн Хармс (2005), Бранденбурзький симфонічний оркестр (2005), Потсдамський камерний хор (2005), Клер Фоке (2005), Барбара Кіндерманн (2005, 2008), Діан Міллер (2005), Джейн Моне (2005), Крістіан Хаусль (2006—2007), Джайнт Бітор (2006), Томас Бітор (2006), Гетті Шнелль (2010), Зоі Маршалл (2010), Стефані Оейд (2010), Ребекка Д. Герман (2010).

## Склади всіх часів існування гурту
| 1967—1968 | 1968—1969 | 1969 | 1969—1970 |
| --- | --- | --- | --- |
| - Едґар Фрьозе — клавішні, гітара - Ланс Хапшаш — ударні - Курт Херкенберґ — бас - Фолькер Хомбах — перкусія - Чарлі Прінс — вокал | - Едґар Фрьозе — клавішні, гітара - Ланс Хапшаш — ударні - Курт Херкенберґ — бас - Фолькер Хомбах — перкусія                                                                                                 | - Едґар Фрьозе — клавішні, гітара - Клаус Шульце — ударні, перкусія - Стів Джолліф — саксофон, флейта, клавішні | - Едґар Фрьозе — клавішні, гітара - Конрад Шніцлер — віолончель, скрипка - Клаус Шульце — ударні, перкусія |
| 1970—1971 | 1971—1975 | 1975 | 1975—1977 |
| - Едґар Фрьозе — клавішні, гітара - Крістофер Франке — клавішні, ударні - Стів Шройдер — клавішні, вокал | - Едґар Фрьозе — клавішні, гітара - Крістофер Франке — клавішні, ударні - Пітер Бауманн — клавішні | - Едґар Фрьозе — клавішні, гітара - Крістофер Франке — клавішні, ударні - Міхаель Хьоніг — клавішні | - Едґар Фрьозе — клавішні, гітара - Крістофер Франке — клавішні, ударні - Пітер Бауманн — клавішні |
| 1977—1978 | 1978 | 1978—1979 | 1979—1985 |
| - Едґар Фрьозе — клавішні, гітара - Крістофер Франке — клавішні, ударні | - Едґар Фрьозе — клавішні, гітара - Крістофер Франке — клавішні, ударні - Стів Джолліф — саксофон, флейта - Клаус Крюґер — ударні, перкусія                                                                  | - Едґар Фрьозе — клавішні, гітара - Крістофер Франке — клавішні, ударні - Клаус Крюґер — ударні, перкусія | - Едґар Фрьозе — клавішні, гітара - Крістофер Франке — клавішні, ударні - Йоханнес Шмьоллінґ — клавішні |
| 1985—1986 | 1986—1987 | 1987—1988 | 1988 |
| - Едґар Фрьозе — клавішні, гітара - Крістофер Франке — клавішні, ударні | - Едґар Фрьозе — клавішні, гітара - Крістофер Франке — клавішні, ударні - Пауль Хаслінґер — клавішні, гітара                                                                                                 | - Едґар Фрьозе — клавішні, гітара - Пауль Хаслінґер — клавішні, гітара | - Едґар Фрьозе — клавішні, гітара - Пауль Хаслінґер — клавішні, гітара - Ральф Вадефул — клавішні |
| 1988—1990 | 1990 | 1990—1992 | 1992—1996 |
| - Едґар Фрьозе — клавішні, гітара - Пауль Хаслінґер — клавішні, гітара | - Едґар Фрьозе — клавішні, гітара - Пауль Хаслінґер — клавішні, гітара - Джером Фрьозе — клавішні, гітара | - Едґар Фрьозе — клавішні, гітара - Джером Фрьозе — клавішні, гітара | - Едґар Фрьозе — клавішні, гітара - Джером Фрьозе — клавішні, гітара - Лінда Спа — саксофон, флейта, клавішні - Златко Періца — гітара (тільки виступи наживо)                                                                                        |
| 1996—2001 | 2001—2005 | 2005—2006 | 2006–2011 |
| - Едґар Фрьозе — клавішні, гітара - Джером Фрьозе — клавішні, гітара - Златко Періца або Ґеральд Ґрадволь — гітара (тільки виступи наживо) - Еміль Хахфельд — V-подібні ударні (тільки виступи наживо) | - Едґар Фрьозе — клавішні, гітара - Джером Фрьозе — клавішні, гітара - Златко Періца або Ґеральд Ґрадволь — гітара (тільки виступи наживо) - Іріс Камаа — перкусія, V-подібні ударні (тільки виступи наживо) | - Едґар Фрьозе — клавішні, гітара - Джером Фрьозе — клавішні, гітара - Лінда Спа — саксофон, флейта, клавішні (тільки виступи наживо) - Ґеральд Ґрадволь — гітара (тільки виступи наживо) - Іріс Камаа — перкусія, V-подібні ударні (тільки виступи наживо) - Торстен Квешнінґ — клавішні, ударні, вокал - Бернхард Байбль — гітара (тільки виступи наживо) | - Едґар Фрьозе — клавішні, гітара - Лінда Спа — саксофон, флейта, клавішні (тільки виступи наживо) - Іріс Камаа — перкусія, V-подібні ударні (тільки виступи наживо) - Торстен Квешнінґ — клавішні, ударні, вокал - Бернхард Байбль — гітара, скрипка |
| 2011—2014 | 2014—2015 | 2015—2020 | 2020—наш час |
| - Едґар Фрьозе — клавішні, гітара - Лінда Спа — саксофон, флейта, клавішні (тільки виступи наживо) - Іріс Камаа — перкусія, V-подібні ударні (тільки виступи наживо) - Торстен Квешнінґ — клавішні, ударні, вокал - Бернхард Байбль — гітара, скрипка (тільки виступи наживо) - Хошіко Ямане — скрипка, віолончель, терменвокс | - Едґар Фрьозе — клавішні, гітара - Торстен Квешнінґ — клавішні, ударні, вокал - Хошіко Ямане — скрипка, віолончель, терменвокс - Ульріх Шнаусс — клавішні                                                   | - Торстен Квешнінґ — клавішні, ударні, вокал - Ульріх Шнаусс — клавішні - Хошіко Ямане — скрипка, віолончель, терменвокс | - Торстен Квешнінґ — клавішні, ударні, вокал - Пауль Фрік — клавішні - Хошіко Ямане — скрипка, віолончель, терменвокс |

## Дискографія

### «The Pink Years» 1970—1973
- 1970: Electronic Meditation (album/studio)
- 1971: Alpha Centauri (album/studio)
- 1971: Ultima Thule (single/studio)
- 1971: Ossiach Live (album/sampler)
- 1972: Zeit: Largo In Four Movements (album/studio)
- 1973: Atem (album/studio)

### «The Virgin Years» 1974—1984
- 1974: Phaedra (album/studio)
- 1974: Mysterious Semblance At The Strand Of Nightmares/Phaedra (single/studio)
- 1975: Rubycon (album/studio)
- 1975: Extracts From «Rubycon» (single/studio)
- 1975: V (album/sampler)
- 1975: Ricochet (album/live)
- 1975: Ricochet (Part I)/Ricochet (Part II) (single/live)
- 1975: Excerpt From Ricochet (single/live)
- 1976: Alpha Centauri/Atem (album/set)
- 1976: Stratosfear (album/studio)
- 1976: Stratosfear/The Big Sleep In Search Of Hades (single/studio)
- 1977: Sorcerer (album/soundtrack)
- 1977: Betrayal/Betrayal (single/soundtrack)
- 1977: Betrayal/Grind (single/soundtrack)
- 1977: Betrayal/Search (single/soundtrack)
- 1977: Grind/Betrayal (single/soundtrack)
- 1977: Grind/Impressions Of Sorcerer (single/soundtrack)
- 1977: Encore (album/live)
- 1977: Monolight/Coldwater Canyon (single/live)
- 1977: Monolight (single/live)
- 1977: Monolight/Hobo March (single/live/studio)
- 1977: Encore/Hobo March (single/live/studio)
- 1978: Cyclone (album/studio)
- 1978: Bent Cold Sidewalk (single/studio)
- 1978: Rising Runner Missed By Endless Sender (single/studio)
- 1979: Force Majeure (album/studio)
- 1979: Excerpts From Force Majeure (single/studio)
- 1980: Tangram (album/studio)
- 1980: Tangram Part I—IV (single/studio)
- 1980: Quichotte (album/live)
- 1980: '70 — '80 (box/compilation/studio)
- 1981: Thief (album/soundtrack)
- 1981: Dr. Destructo/Diamond Diary (single/soundtrack)
- 1981: Beach Scene/Burning Bar (single/soundtrack)
- 1981: Exit (album/studio)
- 1981: Choronzon/Network 23 (single/studio)
- 1982: White Eagle (album/studio)
- 1982: Das Mädchen auf der Treppe (single/soundtrack)
- 1982: Logos — Live At The Dominion (album/live)
- 1983: Daydream/Moorland (single/soundtrack)
- 1983: Hyperborea (album/studio)
- 1983: Cinnamon Road/Hyperborea (single/studio)
- 1983: Risky Business — The Audio Movie Kit (album/soundtrack)
- 1984: Risky Business (soundtrack) (album/soundtrack)
- 1984: Love On A Real Train/Guido The Killer Pimp (single/soundtrack)
- 1984: Wavelength (album/soundtrack)
- 1984: Firestarter (album/soundtrack)
- 1984: Flashpoint (album/soundtrack)

### «The Blue Years» 1984—1988
- 1984: Poland — The Warsaw Concert (album/live)
- 1984: Warsaw In The Sun (single/live/studio)
- 1985: Heartbreakers (album/soundtrack)
- 1985: Le Parc (album/studio)
- 1985: Streethawk (single/studio)
- 1985: Tiergarten/Streethawk (single/studio)
- 1985: Dream Sequence (album/compilation)
- 1986: In The Beginning (box/set)
- 1986: Green Desert (album/studio)
- 1986: Jubileumcassette (album/sampler)
- 1986: Legend (album/soundtrack)
- 1986: Pergamon (перевидання «Quichotte») (album/live/studio)
- 1986: Underwater Sunlight (album/studio)
- 1986: Dolphin Dance (single/studio)
- 1987: The Collection (album/compilation)
- 1987: Tyger (album/studio)
- 1987: Tyger/21st Century Common Man (single/studio)
- 1987: Canyon Dreams (video)
- 1987: Three O'Clock High (album/soundtrack)
- 1988: Near Dark (album/soundtrack)
- 1988: Shy People (album/soundtrack)
- 1988: Dancing On A White Moon/Shy People (single/soundtrack)
- 1988: Livemiles (album/live/studio)

### «The Melrose Years» 1988—1990
- 1988: Optical Race (album/studio)
- 1988: Marakesh (single/studio)
- 1989: Miracle Mile (album/soundtrack)
- 1989: The Best Of Tangerine Dream (album/compilation)
- 1989: Lily On The Beach (album/studio)
- 1989: Destination Berlin (album/soundtrack)
- 1989: Alexander Square (single/soundtrack)
- 1989: Electronische Muziek 1989 (album/sampler)
- 1990: Melrose (album/studio)
- 1990: Oranges Don't Dance (album/compilation)
- 1990: Desert Train (single/studio)
- 1990: Synthetiseur (box/set)

### «The Seattle Years» 1991—1995
- 1991: From Dawn… Till Dusk 1973 — 1988 (album/compilation)
- 1991: Canyon Dreams (album/soundtrack)
- 1991: Dead Solid Perfect (album/soundtrack)
- 1991: The Park Is Mine (album/soundtrack)
- 1991: I Just Want To Rule My Own Life Without You (single/soundtrack)
- 1991: L'Affaire Wallraff (album/soundtrack)
- 1992: Rockoon (album/studio)
- 1992: Rockoon Special Edition (single/studio)
- 1992: Big City Dwarves (single/studio)
- 1992: Rumpelstiltskin (album/soundtrack)
- 1992: Quinoa (album/studio)
- 1992: The Private Music Of Tangerine Dream (album/compilation/studio)
- 1992: (3) (box/set)
- 1992: Deadly Care (album/soundtrack)
- 1993: Dream Music (album/compilation)
- 1993: 220 Volt Live (single/live/studio)
- 1993: Dreamtime (single/live/studio)
- 1993: Three Phase (video/live/studio)
- 1993: The Story Of Tangerine Dream (album/compilation)
- 1994: Turn Of The Tides (album/studio)
- 1994: Midwinter Night (single/studio)
- 1994: Turn Of The Tides CD-5 (single/studio)
- 1994: Catch Me If You Can (album/soundtrack)
- 1994: Tangents (box/compilation/studio)
- 1994: Tangerine Dream (album/compilation/studio)
- 1994: Collection (box/set)
- 1995: Tyranny Of Beauty (album/studio)
- 1995: Tyranny Of Beauty CD-5 (single/studio)
- 1995: Tyranny Of Beauty CD-I (multimedia/studio)
- 1995: Atmospherics (album/compilation)
- 1995: Rubycon/Ricochet (box/set)
- 1995: The Dream Mixes (album/studio)
- 1995: Dream Music 2 (album/compilation/studio)
- 1995: Book Of Dreams (album/compilation/studio)
- 1995: The Keep (виконання гурту «The Fantasy Merchants») (album/studio)

### «The TDI Years» 1996—2005
- 1996: Zoning (album/soundtrack)
- 1996: Tangerine Ambience (album/studio)
- 1996: Goblins Club (album/studio)
- 1996: Towards The Evening Star (single/studio)
- 1996: Shepherds Bush (single/studio)
- 1996: Tangerine Dream (album/compilation)
- 1996: The Dream Roots Collection (box/compilation/studio)
- 1997: Oasis (video/soundtrack)
- 1997: Towards The Evening Star (single/studio)

- 1997: The Video Dream Mixes (video/studio)
- 1997: Oasis (album/soundtrack)
- 1997: Limited World Tour Edition 1997 (single/studio)
- 1997: Das Mädchen auf der Treppe (single/re-release/studio)
- 1997: The Grammy Nominated Albums (box/set)
- 1997: Tournado (album/live)
- 1997: Tangerine Ambience Vol II (album/studio)
- 1997: Time Square — Dream Mixes II (album/studio)
- 1997: The Keep (album/soundtrack)
- 1997: Ambient Monkeys (album/studio)
- 1997: Der Meteor (album/studio)
- 1998: Luminous Visions (album/compilation)
- 1998: The Analogue Space Years (album/compilation)
- 1998: The Pink Years (album/compilation)
- 1998: Atlantic Bridges (album/compilation)
- 1998: Atlantic Walls (album/compilation)
- 1998: Dream Encores (album/compilation/live)
- 1998: The Hollywood Years Vol. 1 (album/studio)
- 1998: The Hollywood Years Vol. 2 (album/studio)
- 1998: Transsiberia (album/soundtrack)
- 1998: Ça Va — Ça Marche — Ça Ira Encore (single/studio)
- 1998: Dream Dice (box/set)
- 1998: The Blue Years (album/compilation)
- 1998: Sony Center Topping Out Ceremony Score (single/studio)
- 1998: Three Classic Albums (box/set)
- 1998: Valentine Wheels (album/live)
- 1999: Tangerine Dream (album/compilation)
- 1999: Sohoman (album/live/studio)
- 1999: What A Blast (album/soundtrack)
- 1999: Mars Polaris (album/studio)
- 1999: Great Wall Of China (album/soundtrack)
- 2000: Tang-go (album/compilation)
- 2000: Soundmill Navigator (album/live/studio)
- 2000: Antique Dreams (album/compilation/live/studio)
- 2000: The Seven Letters From Tibet (album/studio)
- 2000: i-Box (box/compilation/live/studio)
- 2000: Meng Tian (single/studio)
- 2000: Stereolight (single/studio)
- 2000: Astrophobia (single/studio)
- 2001: The Past Hundred Moons (Dream Mixes III) (album/studio)
- 2002: Inferno (album/live/studio)
- 2002: Journey Through A Burning Brain (box/compilation)
- 2002: The Melrose Years (album/re-release/studio)
- 2003: Astoria Theatre London (EP/studio)
- 2003: Mota Atma (album/soundtrack)
- 2003: The Bootleg Box Set Vol. 1 (box/live)
- 2003: Live In America 1992 (video/re-release/live/studio)
- 2003: DM 4 (album/studio)
- 2003: DM 4 Bonus CD (single/studio)
- 2003: Rockface (album/live)
- 2004: The Bootleg Box Set Vol. 2 (box/live)
- 2004: High Voltage (box/set)
- 2004: Lamb With Radar Eyes (album/set)
- 2004: L'Inferno (video/soundtrack)
- 2004: Purgatorio (album/studio)
- 2004: Aachen — January 21st 1981 (album/live)
- 2004: Montreal — April 9th 1977 (album/live)
- 2004: Paris — February 2nd 1981 (album/live)
- 2004: Sydney — February 22nd 1982 (album/live)
- 2004: Ottawa — June 20th 1986 (album/live)
- 2004: East (album/live)
- 2004: East (Bonus Disc) (album/live)
- 2004: Arizona Live (album/live)
- 2004: An Introduction To…. (album/compilation)
- 2005: Vault IV (box/live)
- 2005: Cleveland — June 24th 1986 (album/live)
- 2005: Brighton — March 25th 1986 (album/live)
- 2005: Kyoto (album/studio)
- 2005: Space Flight Orange (EP/studio)
- 2005: Jeanne d'Arc (album/studio)
- 2005: Rocking Mars (album/live)

### «The Eastgate Years» 2006—2014
- 2006: The Essential Collection (album/compilation)
- 2006: Rapid Eye Movement (single/studio)
- 2006: Blue Dawn (album/studio)
- 2006: The Essential (album/compilation)
- 2006: Nebulous Dawn (box/set)
- 2006: 40 Years Roadmap To Music (EP/studio)
- 2006: Paradiso (album/studio)
- 2006: Detroit — March 31st 1977 (album/live)
- 2006: Preston — November 5th 1980 (album/live)
- 2006: TD Plays Tangerine Dream (album/compilation/studio)
- 2006: Metaphor (EP/studio)
- 2006: Dante's Inferno (video/live)
- 2006: Live At The Tempodrome Berlin (video/live)
- 2007: The Dante Arias Collection (album/compilation)
- 2007: The Dante Song Collection (album/compilation)
- 2007: Starbound Collection (album/compilation)
- 2007: Silver Siren Collection (album/compilation)
- 2007: Ocean Waves Collection (album/compilation)
- 2007: Cyberjam Collection (album/compilation)
- 2007: The Soft Dream Decade (album/compilation)
- 2007: Canyon Cazuma (album/compilation)
- 2007: Hollywood Lightning (album/compilation)
- 2007: Live At Coventry Cathedral 1975 (video/live/studio)
- 2007: Madcap's Flaming Promo (single studio)
- 2007: Springtime In Nagasaki (album/studio)
- 2007: 35th Phaedra Anniversary Concert (video/live)
- 2007: Madcap's Flaming Duty (album/video/studio)
- 2007: Sleeping Watches Snoring In Silence (EP/studio)
- 2007: DM 2.1 (album/compilation/studio)
- 2007: Bells Of Accra (single/studio)
- 2007: Summer In Nagasaki (album/studio)
- 2007: London Astoria Club Concert 2007 (video/live)
- 2007: Tangines Scales (album/compilation)
- 2007: One Night In Space (single studio)
- 2007: Orange Odyssey (album/video/live)
- 2007: One Times One (album/studio)
- 2007: Booster (album/compilation/studio)
- 2007: One Night In Space (album/video/live)
- 2008: Tangerine Stratosfear (album/compilation)
- 2008: Purple Diluvial (album/studio)
- 2008: Views From A Red Train (album/studio)
- 2008: The Anthology Decades (album/studio)
- 2008: The Electronic Magic Of Tangerine Dream (album/studio/compilation)
- 2008: The Vintage Years Anthology (album/studio/compilation)
- 2008: Das Romantische Opfer (single/studio)
- 2008: Armageddon In The Rose Garden (single/compilation)
- 2008: The Epsilon Journey (album/video/live)
- 2008: Fallen Angels (EP/studio)
- 2008: Autumn In Hiroshima (album/studio)
- 2008: Choice (EP/studio)
- 2008: Booster II (album/compilation/studio)
- 2008: Loreley (video/live)
- 2009: The London Eye Concert (album/video/live)
- 2009: Flame (album/studio)
- 2009: The Independent Years (album/compilation)
- 2009: Axiat (album/compilation)
- 2009: Vintage Vanguard (album/compilation/studio)
- 2009: Chandra — The Phantom Ferry Part I (album/studio)
- 2009: Live @ Dussmann Berlin (album/live)
- 2009: A Cage In Search Of A Bird (EP/studio)
- 2009: Winter In Hiroshima (album/studio)
- 2009: Music For Sports — Cool Races (album/compilation/studio)
- 2009: Music For Sports — Power And Motion (album/compilation)
- 2009: Ballads (box/compilation)
- 2009: Rocking Out The Bats (album/video/live)
- 2009: Booster III (album/compilation/studio)
- 2010: Mysterious Semblance At The Strand Of Nightmares (album/studio/compilation)
- 2010: Izu (album/video/live)
- 2010: DM V (album/studio)
- 2010: Zeitgeist (EP/studio)
- 2010: Run To Vegas (album/studio/compilation)
- 2010: Zeitgeist Concert (album/live)
- 2010: The Electronic Journey (box/set)
- 2010: Under Cover (album/studio)
- 2010: The Endless Season (album/studio)
- 2010: Live In Lisbon (video/live)
- 2011: The Virgin Years 1974—1978 (box/set/compilation)
- 2011: Booster IV (album/compilation/studio)
- 2011: The Island Of The Fay (album/studio)
- 2011: Sunrise In The Third System (album/compilation)
- 2011: Ride On The Ray (album/compilation)
- 2011: The Gate Of Saturn (album/studio)
- 2011: The Angel Of The West Window (album/studio)
- 2011: The Gate Of Saturn Live At The Lowry Manchester 2011 (album/live)
- 2011: Mona da Vinci (album/studio)
- 2011: Finnegan's Wake (album/studio)
- 2011: Knights Of Asheville (album/live)
- 2012: The Best Of Tangerine Dream (album/compilation)
- 2012: Machu Picchu (album/studio)
- 2012: Booster V (album/compilation/studio)
- 2012: The Virgin Years 1977—1983 (box/set/compilation)
- 2012: Live In Budapest At Béla Bartók National Concert Hall (album/video/live)
- 2012: Live At Admiralspalast Berlin (album/video/live)
- 2013: Cruise To Destiny (album/studio)
- 2013: Starmus — Sonic Universe (album/live)
- 2013: Decades: 70s (album/compilation)
- 2013: Decades: 80s (album/compilation)
- 2013: One Night In Africa (album/compilation/studio)
- 2013: Lost In Strings Volume I (album/compilation)
- 2013: Booster VI (album/compilation/studio)
- 2013: The Castle (album/studio)
- 2013: The Cinematic Score GTA 5 (album/soundtrack)
- 2014: The Best Of Tangerine Dream Live (album/compilation)
- 2014: Chandra — The Phantom Ferry Part II (album/studio)
- 2014: Sorcerer 2014 (album/re-release/soundtrack)
- 2014: Josephine The Mouse Singer (EP/studio)
- 2014: Phaedra Farewell Tour 2014 — The Concerts (album/compilation/live/studio)
- 2014: The Deep Run To Vegas (album/compilation/studio)

### «The Quantum Years» 2014— ……
- 2014: Mala Kunia (EP/studio)
- 2014: Booster VII (album/compilation/studio)
- 2014: Supernormal — The Australian Concerts 2014 (album/compilation/live/studio)
- 2015: Phaedra Farewell Tour 2014 — London (album/video/live)
- 2015: Out Of This World (album/compilation/studio)
- 2015: The Official Bootleg Series Volume One (album/live)
- 2015: Quantum Key (EP/studio)
- 2016: Ultima Thule (album/compilation/studio)
- 2016: The Official Bootleg Series Volume Two (album/live)
- 2016: Live At The Philharmony Szczecin - Poland 2016 (album/live)
- 2016: Particles (album/live/studio)
- 2017: Light Flux (album/studio)
- 2017: The Sessions I (album/live)
- 2017: Quantum Gate (album/studio)
- 2018: The Sessions II (album/live)
- 2018: Run To Vegas/Leviathan (EP/compilation)
- 2018: Quantum Gate/Quantum Key (set)
- 2018: The Sessions III (album/live)
- 2018: The Pink Years Albums (box/set)
- 2018: The Sessions IV (album/live)
- 2018: Somnambulistic Imagery (album/re-release)
- 2018: DM I - 1995 (album/re-release)
- 2019: The Blue Years Studio Albums (box/set)
- 2019: DM II - 1997 (album/re-release)
- 2019: Live At Augusta Raurica - Switzerland 2016 (album/live/video)
- 2019: The Official Bootleg Series Volume Three (album/live)
- 2019: In Search Of Hades (box/live/studio)
- 2019: Oedipus Tyrannus (album/studio)
- 2019: Live At the Victoria Palace Theatre (album/live)
- 2019: Live At the Rainbow (album/live)
- 2019: Live At the Royal Albert Hall (album/live)
- 2019: DM III - 2001 (album/re-release)
- 2019: The Sessions V (album/live)
- 2019: Recurring Dreams (album/studio)
- 2020: Phaedra 2014 (single/studio)
- 2020: Live At Reims Cathedral 1974 (album/live)
- 2020: DM IV - 2003 (album/re-release)
- 2020: Rockoon (album/re-release)
- 2020: Tournado (album/re-release)
- 2020: Axiat 20 (album/re-release)
- 2020: The Sessions VI (album/live)
- 2020: Pilots Of Purple Twilight (box/soundtrack/studio/live)
- 2020: The Soldier (soundtrack/album)
- 2020: The Dominion Theatre Concert (album/live)
- 2020: 8.17pm Session "Triangle" (album/live)
- 2020: Turn Of The Tides / Tyranny Of Beauty (album/compilation/studio)
- 2020: Goblins Club / Oasis / Mars Polaris (album/compilation/studio)
- 2020: DM V - 2010 (album/re-release)
- 2021: The Sessions VII (album/live)

### Bootlegs
- 1977: Babylon's Strange / Fotzenslecker / Netz-Lautstärke! (album/live)
- 1980: Staatsgrenze West (album/live)
- 1983: Fassbinder Memorial Concert (album/live)
- 1984: Leprous Appearance On Wednesday / Dreaming (album/live/compilation)
- 1986: The Emerald Beyond / Acoustic LSD (album/live)
- 1986: Undulation / Soundtrack For Fantasy (album/live)
- 1986: Space & Spheres (album/live)
- 1986: Space Trucking (album/live)
- 1986: Timeless Space (album/live)
- 1986: Electronic Inspiration (album/live)
- 1986: Relativity (album/live)
- 1986: Undercover Dreams (album/live/compilation)
- 1988: A Dream Unbound / Seekers Of Dreams / Orange Festival (album/single/live)
- 1988: Don Quixote (album/live)
- 1990: Parisian Dreams (album/live)
- 1990: Parisian Dreams Too (album/live)
- 1990: 70/90 (album/compilation/soundtrack)
- 1991: The Canyon Dreams (album/soundtrack)
- 1991: Bicycle Race / Singet, denn der Gesang vertreibt die Wölfe (album/live)
- 1992: Danger Live (album/live)
- 1992: Live In The USA 1988 (single/live)
- 1992: In den Gärten Pharaos / Bicycle Race (album/live)
- 1992: Live! Improvised! (album/live)
- 1992: Sound And Effects (album/live)
- 1992: Me-Rad (album/live)
- 1992: Ardem 'O' (album/live)
- 1992: Collected Endings (album/live)
- 1993: Antarktis (album/live)
- 1993: Dreaming On Danforth Avenue (album/live)
- 1993: Prayer Of Quiet Dreams (album/compilation/live/soundtrack)
- 1993: Sonambulistic Imagery (album/live)
- 1993: Mystery Tracks (album/compilation)
- 1993: 3 Tier Dream (album/studio/live)
- 1993: 20th Century Serenades (album/live)
- 1994: 3 Tier Dream On! (album/studio/live)
- 1994: Rätikon (album/live)
- 1994: Sol Et Luna (album/compilation)
- 1994: Coefficient Of Aural Expansion (album/live)
- 1994: Spherical Harmonics One (album/live)
- 1995: The Keep (album/soundtrack)
- 1996: Don't Walk - Dream Now! (album/live)
- 1996: Patrolling Space Borders / Laserium (album/live)
- 1996: Rubycon Revisited (album/studio)
- 1997: Phaedream (album/live)
- 1997: Electronic Orgy (album/compilation)
- 1998: Traumzeit (album/compilation)
- 2000: Golden Collection 2000 (album/compilation)
- 2001: The Keep (album/soundtrack/compilation)
- 2001: Electronic Collection (album/compilation)
- 2004: Thief (album/soundtrack)
- 2005: Legend (album/soundtrack)
- 2005: Thief / White Eagle (album/set)
- 2005: Firestarter / Shy People (album/set)
- 2005: Catch Me If You Can / Dead Solid Perfect (album/set)
- 2005: L'Affaire Wallraff / Excerpts From 'Risky Business' (album/set)
- 2014: The Soldier (soundtrack/compilation)